# 5-3-1-1
Il 5-3-1-1 è un modulo di gioco del calcio. Consiste nello schierare 5 difensori, 3 centrocampisti, un trequartista ed un attaccante.

## Il modulo
Lo schieramento riprende la base del 5-3-2, con l'unica differenza ascrivibile all'attacco: anziché schierare due punte in linea, una di esse arretra giocando come trequartista alle spalle del centravanti. Il modulo rappresenta, inoltre, un'evoluzione della zona mista.
Il reparto difensivo vede la presenza di ben 5 elementi: ai terzini (cui è richiesto il contributo sia in fase difensiva che offensiva, proponendosi in avanti con cross e tagli) si aggiungono infatti tre stopper, uno dei quali può agire da libero comandando la difesa e dando avvio al contropiede. Al centrocampista centrale sono affidate le mansioni proprie del regista, ovvero la costruzione del gioco e l'impostazione della manovra offensiva; i due mediani mantengono invece compiti di marcatura e contrasto, potendo anche ripiegare a supporto dei difensori. Un possibile effetto collaterale del modulo è l'isolamento del centravanti, assistito dalla seconda punta. Per ovviare a tale incoveniente, l'attaccante deve essere in grado di recuperare il pallone per ricercare la profondità ma anche saper approfittare di eventuali errori commessi dalla difesa avversaria.